# بيتر رايت (رائد أعمال)
بيتر رايت (بالإنجليزية: Peter Wright)‏ هو رائد أعمال أسترالي، ولد في 24 فبراير 1908 في كالغورلي في أستراليا، وتوفي في 13 سبتمبر 1985 في بانكوك في تايلاند.